# Rudolf Hönigsfeld
Rudolf Hönigsfeld (21. August 1902 in Auspitz, Südmähren – 23. März 1977 in Wien) war ein österreichischer Architekt.

## Leben
Von 1925 an wohnte er und hatte sein Atelier in Wien 3., Obere Weißgerberstraße 24. (An dieser Adresse wurde in Lehmanns Wiener Adressbuch zuletzt 1939 die Beamtin Elisabeth Hönigsfeld verzeichnet.) Er soll damals der KPÖ angehört haben; dies könnte seine geringe Beauftragung nach 1945 erklären, da Kommunisten speziell in der Nachkriegszeit, als Österreich zum Teil von der Roten Armee besetzt war, von der großen Mehrheit der Österreicher abgelehnt wurden.
Er soll „die Nazizeit in Österreich als Obdachloser auf der Straße“ überlebt haben. Im von Friedrich Stadler herausgegebenen Werk Vertriebene Vernunft wurde er in einem Text von Friedrich Achleitner in der Liste jener angeführt, die Österreich in der Zeit des Nationalsozialismus (zu) verlassen hatten. Später gab Achleitner an, Hönigsfeld habe die Jahre 1942–1945 als „U-Boot“ in Wien überlebt. Hönigsfeld wurde wohl aus rassischen wie auch politischen Gründen vom NS-Regime verfolgt und überlebte nur durch Glück.
In der Gedenkstätte Yad Vashem in Israel wird in der Abteilung für mündliche Zeugenaussagen die 1975 in Wien protokollierte Aussage vermutlich dieses Rudolf Hönigsfeld (es gab einen in der NS-Zeit ermordeten Mann gleichen Namens im heutigen Tschechien) aufbewahrt, die mit dem Titel „Aktion Gildemeester“ – als U-Boot in Wien versehen wurde.
Hönigsfeld starb am 23. März 1977. Er wurde eingeäschert, die Asche am 1. April 1977 im Urnenhain der Feuerhalle Simmering in Wien (Abt. 7, Ring 2, Gruppe 5, Nr. 19) bestattet.

## Werk

### 1923 / 1924: Zusammenarbeit mit Moreno
Im Dezember 1923 kam es zu einer Zusammenarbeit zwischen Hönigsfeld und Jacob Levy Moreno, dem späteren Erfinder des Psychodramas. Gemeinsam konzipiert wurde – beruhend auf dem Stegreiftheater Morenos – ein Theater ohne Zuschauer. „Im Zusammenhang mit der Internationalen Ausstellung für Theatertechnik im Herbst 1924 [in Wien] plante Jakob Levy Moreno die Eröffnung eines Stegreiftheaters mit der adäquaten Raum- und Bühnenkonstruktion. Pläne und Entwürfe verzögerten sich. Schließlich gelang es gerade noch, eine Entwurfsskizze der Bühne, ausgeführt vom Architekten  Rudolf Hönigsfeld, im Katalog der Ausstellung unterzubringen.
Bei der Eröffnung der Ausstellung kam es vor versammelter Presse und Bürgermeister Seitz zu einem Eklat, da Levy Moreno die ausgestellte Raumbühne von Friedrich Kiesler als Plagiat seiner eigenen Ideen bezeichnete.“ Kiesler klagte deswegen, Moreno wurde aber vom Obersten Gerichtshof in Wien freigesprochen. (Als dieser Freispruch erging, lebten Moreno und Kiesler bereits in den Vereinigten Staaten.)

### Um 1930: Werkbundsiedlung
Verbürgt scheint anhand verschiedener Quellen seine Mitarbeit an der Wiener Werkbundsiedlung. Genauere Angaben dazu, für welchen der namentlich bekannten Architekten der Siedlung Hönigsfeld tätig war, fehlen.

### 1946: Mahnmal für Opfer der NS-Justiz
Hönigsfeld gestaltete 1946 ein Mahnmal in der ÖBB-Hauptwerkstätte Simmering (11., Grillgasse 48). Die Schrifttafeln erinnern an die Eisenbahner Karl Alberstetter, Josef Bischof, Richard Holy, Rudolf Johann Marsik, Karl Medwed, Wilhelm Pfeiler, Ferdinand Picka, Aladar Schlesinger, Jarolin Tesar und Otto Wehofschitz, alle Opfer des Nationalsozialismus, entweder im Wiener Landesgericht durch das Fallbeil hingerichtet oder in Konzentrationslager verschleppt und dort umgebracht.
Die Enthüllung des Mahnmals erfolgte am 28. September 1946 durch den Repräsentanten der ehemaligen KZ-Häftlinge unter den Eisenbahnern, Rudolf Kroneis. Die Gedenkreden hielten unter anderen Vizekanzler Adolf Schärf, der kommunistische Kulturstadtrat Viktor Matejka, der Obmann der Gewerkschaft der Eisenbahner Richard Freund, die KZ-Überlebende und SPÖ-Nationalratsabgeordnete Rosa Jochmann sowie die Gemeinderäte Josef Lauscher (KPÖ) und Josef Seifert (ÖVP).

### Autor der Zeitschrift „Tagebuch“
In ihrer Diplomarbeit an der Geisteswissenschaftlichen Fakultät der Universität Wien führte Christina Koppel 1995 an, dass Hönigsfeld – neben Wilhelm Schütte und Margarete Schütte-Lihotzky – in der kommunistischen Wiener Zeitschrift Tagebuch (ausgewertet wurden die Jahrgänge 1950 bis 1960) „über Baukunst, über Stadtplanung und über deren (Fehl-)Leistungen“ schrieb.

### 1965–1967: Gemeindebau
Wie Achleitner festhielt, entwarf Hönigsfeld 1965–1967 gemeinsam mit anderen die städtische Wohnhausanlage 23., Karl-Schwed-Gasse 75–81. Achleitner kritisierte in diesem Zusammenhang, die Bauabteilungen des Magistrats der Gemeinde Wien hätten in den Nachkriegsjahren … eine gewisse Ignoranz oder Blindheit gegenüber den schöpferischen Ressourcen in der Architektenschaft gezeigt. Er nennt als Beispiel Hönigsfeld, der zu den international anerkannten Architekten der österreichischen Moderne gehört habe und erwähnt den ihm verliehenen Preis als Premio d’oro (siehe unten).

### 1968: Regolo d’oro
1968 berichtet die italienische Architekturzeitschrift domus über einen Ideenwettbewerb der Brenta Precompressi AB um die „Erlangung einer neuen architektonischen Ausdrucksweise durch vorgefertigte oder vorgespannte Elemente aus Stahlbeton“.
Unter den fünf Preisträgern befand sich die Wiener Arbeitsgemeinschaft der Architekten Rudolf Hönigsfeld und Raimund Haintz. Die Jury war höchst prominent besetzt mit Giovanni Michelucci, Pier Luigi Nervi, Joseph Rykwert, Gio Ponti und Andrea Brenta als Vertreter der preisstiftenden Firma. Es wurden keine Geldpreise ausgelobt, sondern ein Goldener Rechenschieber (Regolo d’oro) und die Möglichkeit, die „Arbeiten im Rahmen der Firma Brenta weiter zu verfolgen und auszuwerten.“

## Rudolf-Hönigsfeld-Preis
Das Forum für experimentelle Architektur (f.e.a.) verleiht bzw. verlieh „einen gleichermaßen ungewöhnlichen wie unbekannten Preis“ – den Rudolf-Hönigsfeld-Preis, gestiftet vom Wiener Künstlerhaus-Mitglied Wulf Bugatti (geb. 1939). Der Preis ist der „Undergroundaufklärungsarbeit“ gewidmet. Bisher sind nur zwei Preisträger bekannt:
- 20?? Wolfgang Heidrich
- 2012 Elke Krasny, Kulturtheoretikerin und Stadtforscherin

Heidrich hatte seine Nachfolge als Preisträger zu nominieren und wählte Krasny aus.
Anlässlich der Verleihung 2012 sprach der österreichische Architekt Friedrich Kurrent über den Namensgeber des Preises. Ebenso erwähnte er Hönigsfeld in seinem Artikel Die Rettung des Hauses Wittgenstein als Kontaktperson zu Nikolaus Pevsner 1971 in London.

## Nachweise
1. ↑  Volker Thurm: Wien und der Wiener Kreis. Orte einer unvollendeten Moderne. Ein Begleitbuch. (Memento des Originals vom 12. Februar 2015 im Internet Archive)  Info: Der Archivlink wurde automatisch eingesetzt und noch nicht geprüft. Bitte prüfe Original- und Archivlink gemäß Anleitung und entferne dann diesen Hinweis. Facultas-Verlag, Wien 2003, ISBN 3-85114-777-4, S. 136, Randzahl 477.
2. ↑  Der „Rudolf-Hönigsfeld-Preis“. In: Leporello. Ö1, 15. Oktober 2012, abgerufen am 8. Dezember 2017.
3. ↑  Friedrich Achleitner: Die vertriebene Architektur. In: Friedrich Stadler (Hrsg.): Vertriebene Vernunft : Emigration und Exil österreichischer Wissenschaft 1930–1940. 2. Auflage. Teilband 2, Lit-Verlag, Münster 2004, ISBN 3-8258-7373-0, S. 624.
4. ↑  Österreichische Historikerkommission (Hrsg.), Theodor Venus, Alexandra-Eileen Wenck (Autoren): Die Entziehung jüdischen Vermögens in der Aktion Gildemeester. R. Oldenbourg Verlag, Wien 2004, ISBN 3-7029-0496-4, S. 460, Anm. 982.
5. ↑  Geburts- und Todestag sowie Bestattungsdetails auf der Website www.friedhoefewien.at des kommunalen Friedhofsbetriebs
6. ↑  Archiv für die Geschichte der Soziologie in Österreich: Jacob Levy Moreno und das Barackenlager, abgerufen am 11. Februar 2015.
7. ↑  Vereinigung bildender Künstlerinnen Österreichs: Jakob Levy Moreno. Mit zwei Architekturskizzen von Rudolf Hönigsfeld, abgerufen am 11. Februar 2015.
8. ↑  Lajos Kassák: Wien und der Konstruktivismus 1920–1926. Peter Lang 2010.
9. ↑  Friedrich Stadler: Vertriebene Vernunft, Wien 1987.
10. ↑  Friedrich Achleitner: Wiener Architektur: Zwischen typologischem Fatalismus und semantischem Schlamassel, Wien 1996.
11. ↑  Wolfgang Böhm, Eduard Sekler: Das Bauwerk und die Stadt. Wien 1994.
12. ↑  nachkriegsjustiz.at: Mahnmal (ÖBB-Hauptwerkstätte Simmering), abgerufen am 10. Februar 2015.
13. ↑  Christina Koppel: Linientreue und Liberalität. Die Rezeption der zeitgenössischen österreichischen Literatur im kommunistischen „Tagebuch“, 1950–1960, Universität Wien 1995, S. 34
14. ↑  Friedrich Achleitner: Österreichische Architektur im 20. Jahrhundert. Ein Führer in vier Bänden, Band III/3, Wien: 19.–23. Bezirk, Residenz Verlag, St. Pölten, Salzburg 2010, ISBN 978-3-7017-3209-8, S. 408
15. ↑  Friedrich Achleitner: Der Goldene Rechenschieber. Unbekannte Publikation, abgerufen am 11. Februar 2015.
16. ↑  ORF, Leporello: Rudolf-Hönigsfeld-Preis, 15. Oktober 2012.
17. ↑  esel.at: f.e.a – preisverleihung, abgerufen am 11. Februar 2015.
18. ↑  Wien. Ein Lesebuch., S. 83, abgerufen am 11. Februar 2015.

| Personendaten    | Personendaten              |
| ---------------- | -------------------------- |
| NAME             | Hönigsfeld, Rudolf         |
| KURZBESCHREIBUNG | österreichischer Architekt |
| GEBURTSDATUM     | 21. August 1902            |
| GEBURTSORT       | Auspitz, Südmähren         |
| STERBEDATUM      | 23. März 1977              |
| STERBEORT        | Wien                       |